# Ogcodes luzonensis
Ogcodes luzonensis este o specie de muște din genul Ogcodes, familia Acroceridae, descrisă de Evert I. Schlinger în anul 1971.
Este endemică în Filipine. Conform Catalogue of Life specia Ogcodes luzonensis nu are subspecii cunoscute.